# Allium denudatum
Allium denudatum là một loài thực vật có hoa trong họ Amaryllidaceae. Loài này được F.Delaroche mô tả khoa học đầu tiên năm 1812.